# 시에라네그라산 (갈라파고스 제도)

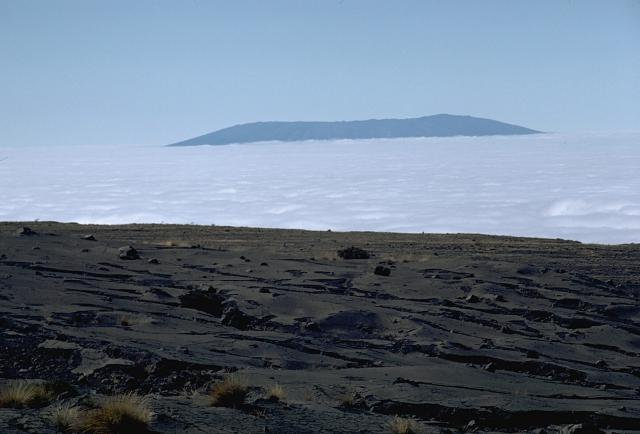

시에라네그라산(스페인어: Sierra Negra)은 에콰도르의 갈라파고스 제도에 있는 거대한 순상 화산으로, 활화산이다. 이 화산은 갈라파고스 주에 위치하고 있으며, 아주 활동적인 화산이다. 지금은 이따금씩 분화하며, 분화할때는 화산재대신 용암이 많이 나온다. 분화구가 매우 크며, 대체로 굳은 현무암질, 용암으로 채워져 있다.